# UW Волка
UW Волка (лат. UW Lupi) — одиночная переменная звезда в созвездии Волка на расстоянии (вычисленном из значения параллакса) приблизительно 54633 световых лет (около 16750 парсеков) от Солнца. Видимая звёздная величина звезды — от +15,5m до +13,8m.

## Характеристики
UW Волка — оранжевая пульсирующая переменная звезда (S:) спектрального класса K. Эффективная температура — около 4119 K.